# Дирутенийгольмий
Дирутенийгольмий — бинарное неорганическое соединение
гольмия и рутения
с формулой HoRu2,
кристаллы.

## Получение
- Сплавление стехиометрических количеств чистых веществ:

{\displaystyle {\mathsf {Ho+2Ru\ {\xrightarrow {1750^{o}C}}\ HoRu_{2}}}}

## Физические свойства
Дирутенийгольмий образует кристаллы
гексагональной сингонии, пространственная группа P 63/mmc, параметры ячейки a = 0,5244 нм, c = 0,8810 нм, Z = 4,
структура типа дицинкмагния MgZn2 (фаза Лавеса)
.
Соединение конгруэнтно плавится при температуре ≈1750°C .